# Lydia Chanel
Julia Pinel (París, 3 de noviembre de 1973), más conocida como Lydia Chanel o Julia Channel, es una modelo, ex-actriz pornográfica y cantante de hip hop francesa.

## Biografía
Nació en París (Francia), hija de un padre maliense y madre francesa, se crio en el departamento Sena-Saint Denis. Estudió italiano en la Sorbona. Comenzó como modelo posando para la marca de trajes de baño Uncle Sam, así como en las revistas Playboy, NewLook o Penthouse. Fue descubierta por Nils Molitor, un realizador de películas porno a la temprana edad de 18 años. Trabajó en Italia, Francia y Alemania y, a mediados de 1993, viajó a los Estados Unidos para participar en algunas producciones del cine X norteamericano. En América se dio a conocer con el seudónimo de Lydia Chanel, pero sus esfuerzos por abrirse paso en el difícil mundo del porno USA no obtuvieron más que la recompensa de algunos papeles secundarios en películas de baja calidad. Trabajó en la altísima cifra de 120 películas en tan sólo 5 años codo a codo con los realizadores más importantes de este género; el estadounidense Andrew Blake, el italiano Mario Salieri o el francés Marc Dorcel. También participó en el conocido videoclip censurado de la canción Cours vite del grupo Silmaris al lado de otras estrellas del porno como Draghixa y Zabou en 1995.
Pese a una proposición de oro del estudio estadounidense Vivid, Julia se retira del mundo porno en 1996 impactada por un reportaje sobre el sida e inquietada por su propia salud ya que en esa época no era común durante los rodajes el uso del preservativo.
Al retirarse siguió participando en el mundo del cine pero fuera del porno. En 1994 rodó junto a Jean Reno Frères, poco después rodó la película Les truffes en 1995, Coup de Vice en 1996 junto a Samy Naceri y Recto / Verso en 1999 junto a Smaïn. Participó en una treintena de películas eróticas retransmitidas por la cadena de televisión francesa M6.
También participó en otros programas de televisión como para Canal+ Sans queue ni tête (Sin cola ni cabeza) en el año 1999. El programa gozó de un gran éxito y se animó a crear su propio sitio web, con lo que consiguió acercarse más a sus seguidores. 
En el 2001 se hizo cargo como presentadora del programa Channel Hip Hop de la cadena MCM francesa.
En el 2008 publicó su autobiografía L'enfer vu du ciel (éditions Blanches).
En el 2010 creó su web de citas en línea Mecacroquer.
Es imagen de la marca de ropa Homecore junto a Joey Starr, también aparece en numerosos videoclips de música y poco antes del 2000 se inició como cantante en el mundo de la música, apareciendo en varios videos musicales de hip-hop, incluyendo los suyos propios desde 1998 a cargo del sello discográfico BeeCool con su primer disco titulado Colours, en el que incluye el sencillo All I want.
Después de la muerte de Jerome Marron, creador del sello discográfico BeeCool, Julia creó su propio sello llamado Black Sheep Records y en 2012 lanzó su último single titulado Forever in a Day, contando con la colaboración de Big Ali, Wade Varren, William Harris y Willy LeMarvin y con mezcla de Vernon Mungo. En el videoclip de este single aparece el futbolista marfileño Didier Drogba.

## Cita
He tenido la suerte de estar en la época de oro del cine porno, todas las grandes estrellas son de este período, Tabatha Cash, Zara Whites, Beatrice Valle y actrices estadounidenses como Janine, Raquel Darrian, Terry Weigel y pienso que todo lo que se ha hecho después, no vale para nada. Antes las actrices eran se convertían en estrellas porque rodaban mucho, hoy en día las revistas inventan sus propias estrellas aunque acaben de empezar y ya se las etiqueta de pornostar, eso no quiere decir nada.

## Galardones
- 1998 : Hot d'Or de honor.